# Phyllactis concinnata
Phyllactis concinnata är en havsanemonart som först beskrevs av Drayton in Dana 1846.  Phyllactis concinnata ingår i släktet Phyllactis och familjen Actiniidae. Inga underarter finns listade i Catalogue of Life.